# Mikser analogowy

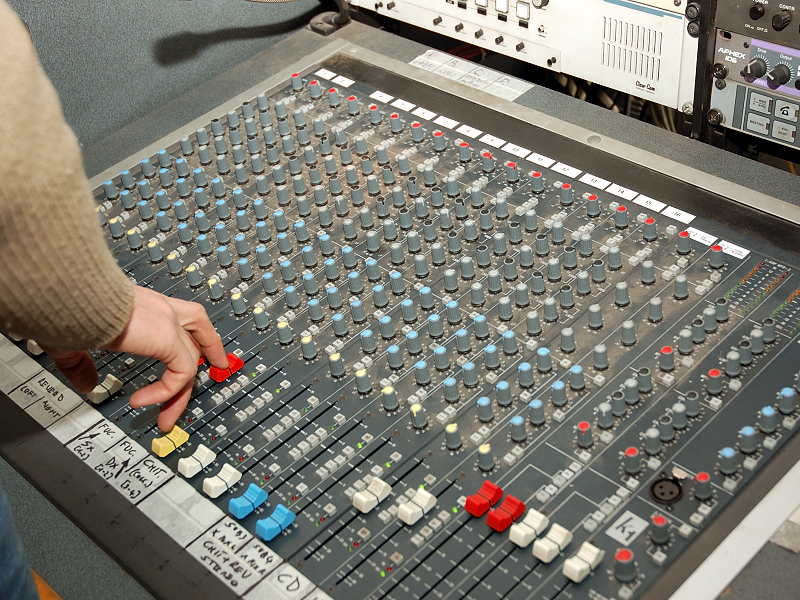
Mikser analogowy firmy Soundcraft

Mikser analogowy – typ miksera, potocznie nazywany analog. W odróżnieniu od miksera cyfrowego posiada wiele pokręteł (niektóre miksery cyfrowe także posiadają pokrętła, np. Yamaha CS1D), nie mają wyświetlacza, a pod względem technicznym, różnią się sposobem przetwarzania sygnałów – miksery analogowe przetwarzają je analogowo.

## Budowa analogowego miksera[1]
- kanał - jest to zestaw urządzeń i pokręteł dotyczących sygnału z jednego źródła (mikrofonu lub linii). Kanały oznacza się cyframi.
- przedwzmacniacz (pokrętło Gain) - wzmocnienie sygnału do poziomu 0,775V. Przeciętny sygnał na wyjściu mikrofonu wynosi kilka milivoltów, więc aby uzyskać to samo napięcie należy wzmocnić sygnał mikrofonowy
- phantom - napięcie +48V dla zasilenia mikrofonów pojemnościowych
- gniazdo INSERT - umożliwia "rozpięcie" kanału czyli wypuszczenie sygnały po przedwzmacniaczu na urządzenie zewnętrzne, np. kompersor, equalizer, a następnie wprowadzenie z powrotem na regulator barwy tonu
- filtr dolnozaporowy (opcjonalnie) - wycina wszystkie dźwięki o częstotliwościach poniżej 75 Hz, w których znajdują się wibracje podłogi, statywów oraz podmuchy wiatrów.
- korektor barwy tonu:
  - korektor dwupunktowy - ustawienia wysokości (Hi - tzw. góry) głosu oraz niskości (Low - tzw. dołu)
  - korektor trzypunktowy - ustawienia wysokości (Hi - tzw. góry) głosu, środka (MID - tzw. środka) oraz niskości (Low - tzw. dołu)
  - korektor czteropunktowy - ustawienia wysokości (Hi - tzw. góry) głosu, środka (MID - tzw. środka), miękkości (Low Mid) oraz niskości (Low - tzw. dołu)
- regulator parametryczny
- regulator głośności kanału (FADER) - wykonany najczęściej w postaci potencjometru suwakowego, czasami pokrętła, wyskalowany w decybelach
- regulator panoramy - ustala ile sygnału z potencjonometra znajduje się w prawy, a ile w lewym kanale
- regulatory SEND - słyszalność w odsłuchach czyli w monitorach scenicznych
- szyna SOLO - podsłuch sygnału z jednego lub większej ilości kanałów poprzez słuchawki lub odsłuchy realizatora (dzięki temu można dokonać korekty brzmienia głosu, podczas nagłośnienia na żywo)
- wskaźnik wysterowania - nieodłączny element każdego stołu mikserskiego, zwykle przedstawiony w postaci kolumny diod

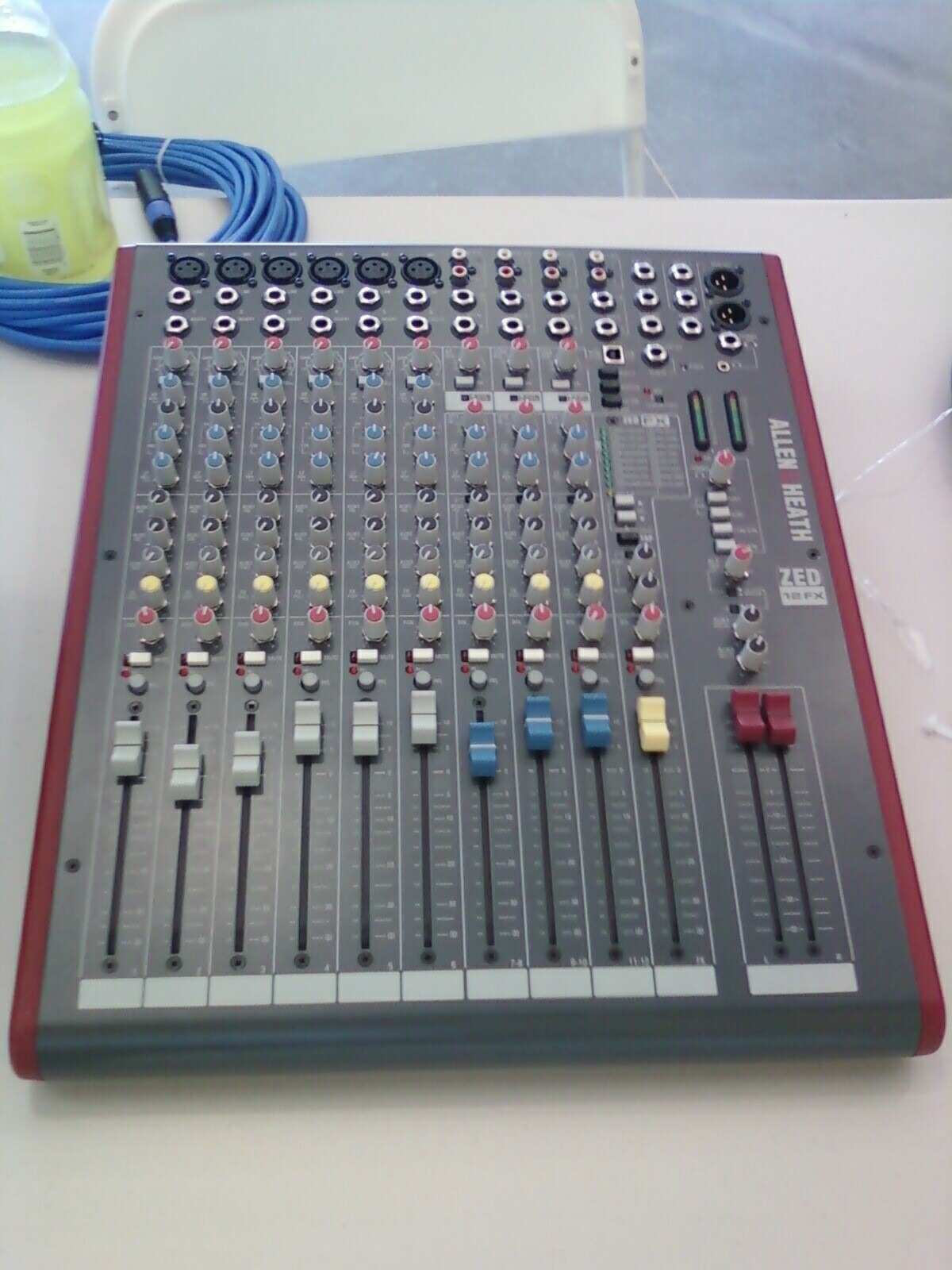
Mikser analogowy marki Allen&Heath

## Produkcja
Na początku XXI wieku wiele liczących się na rynku firm produkujących miksery wycofało z produkcji mikserów analogowych. Jedną z tych firm jest Yamaha, która zakończyła produkcję tego typu urządzeń na przełomie lat 2009/2010. Mimo tego, pozostaje nadal sporo producentów produkujących miksery analogowe - np. Soundcraft, Allen&Heath czy Behringer, w którego ofercie znajdują się tylko tego typu urządzenia.